# 近江鉄道D35形ディーゼル機関車
近江鉄道D35形ディーゼル機関車（おうみてつどうDD35がたディーゼルきかんしゃ）は、近江鉄道にかつて在籍したディーゼル機関車である。1両（D340）のみ存在した。

## 概要
元は1963年に日本車輌製造で製造された新日本製鐵（新製時は八幡製鐵、現・日本製鉄）八幡製鐵所の凸型ディーゼル機関車35-DD9形の340で、近江鉄道には1978年4月25日に入線した。入線後も車両番号は340のままであった。
DD45形の予備機として運用されていたが、1990年12月に廃車された。